# Иванов Павел (опера)
«Ива́нов Па́вел» — небольшая русская комическая опера («фантастическая опера с превращениями, провалами и апофеозом») на слова С. М. Надеждина и В. Р. Раппапорта о лентяе-гимназисте, получившая большую популярность в Российской империи во второй половине 1910-х годов. Она многократно ставилась на сценах театров и была экранизирована. Называется в числе предшественников жанра мюзикла в России.
Благодаря тексту оперы приобрело широкую известность выражение «Пифагоровы штаны на все стороны равны», до этого бытовавшее только в школьном фольклоре.

## История
Авторами либретто были режиссёры постановки, Виктор Раппапорт и Сергей Надеждин. Виктор Романович Раппапорт (1889—1943) работал в Троицком театре и других театрах, поставил десятки спектаклей в различных жанрах. Сергей Михайлович Надеждин (1880—1958) играл в Александринском театре, ставил спектакли в Литературно-художественном обществе и в Троицком театре, после революции эмигрировал.
Музыка в произведении была заимствована из популярных классических опер и известных народных песен.
Опера была впервые поставлена в Троицком театре миниатюр в Петрограде 20 апреля 1915 года. Уже 10 июня состоялось её сотое представление, а 1 октября — двухсотое. На сцене этого театра опера с успехом шла ещё около двух лет, однако в июле 1917 года театр сменил владельца, и «Иванов Павел» там больше не ставился. Его постановки, однако, осуществлялись и в других местах, в том числе при императорском дворце — для царевича Алексея Николаевича. Пьесу также ставили самодеятельные артисты, в том числе и в лазаретах для раненых солдат. Так, 12 февраля 1917 года «Иванов Павел» был показан в Екатеринбурге в зале Императорского Русского музыкального общества в рамках благотворительного концерта «Дети — детям». Исполнителями были дети в возрасте от 4 до 12 лет, а весь сбор от благотворительного мероприятия поступал на «устройство детского сада для детей воинов».

## Действующие лица
- Павлик
- Его мамаша
- Шпаргалка
- Учебные предметы:
  - Русский язык
  - Математика
  - История
  - География
- Сторож

## Сюжет
Гимназист Павел Иванов, третий год учащийся в третьем классе, готовится к экзаменам, с ужасом понимая, что по всем предметам он ничего не знает. Мама убеждает его готовиться лучше и обещает принести ему стакан чаю со сладкой булкой. Павел начинает спрягать французский глагол «знать» и засыпает.
Во сне его будит дворник и Павел обнаруживает, что он уже в классе перед экзаменом. К нему подходит Шпаргалка, которая обещает помочь ему. Далее входят Науки, которые хором поют о трудности экзамена («...кто к нам на экзамен пришёл. Тот получит кол, кол, кол...»). Русский язык, Математика, История и География по очереди рассказывают о том, что нужно знать по этим предметам. Они задают вопросы Павлу, но тот не может ответить. Ему подсказывает Шпаргалка, но Павел перевирает то, что она говорит. Науки обнаруживают Шпаргалку, и Сторож прогоняет её. Павел проваливается на экзамене и получает единицы по всем предметам. Павел сокрушается, что теперь ему остаётся лишь «рыдать и педагогов умолять мне дать переэкзаменовку».

## Экранизация
В 1916 году по пьесе был снят одноимённый фильм, «кинооперетта-феерия» «Иванов Павел» (производство — Ателье Т/Д «Русь», товарищество «Живо-кинетофон» А. Злобова и Ко). В роли режиссёра выступил А. А. Аркатов, оператор — В. А. Вурм, роли исполнили опереточные артисты во главе с Н. М. Плинером. Фильм не сохранился.

## Публикации
В 1915 и 1916 гг. текст оперы с нотами издавался в Петрограде.
В 2005 году текст был опубликован в малоизвестном журнале «Музыка и время»
В 2016 году текст оперы, а также ссылки на её отсканированные публикации 1915—1915 гг. опубликовал в открытом доступе доцент БГУ Вадим Зеленков.

## Отзывы
По предположению Вадима Зеленкова, литературным прототипом главного героя оперы мог быть герой очерка Власа Дорошевича «Горе и радости маленького человека» — ученик 2-го класса 4-й гимназии Иванов Павел. В очерке, написанном за несколько лет до оперы, рассказывается об одном дне из жизни гимназиста, который плохо учится, за что дома его ждёт порка.
Упоминание оперы содержится в повести Анатолия Рыбакова «Кортик» — в сцене, где участники школьного драмкружка выбирают пьесу для постановки, один из них предлагает пьесу «Иванов Павел», на что другой отвечает: «Надоело, надоело! (...) Избитая, мещанская пьеса» и цитирует двустишие оттуда: «Царь персидский — грозный Кир // В бегстве свой порвал мундир…».
Воспоминания о популярности «Иванова Павла» и его самодеятельных постановках имеются также во многих исторических и мемуарных источниках.